# La Vendue-Mignot

La Vendue-Mignot este o comună în departamentul Aube din nord-estul Franței. În 1 ianuarie 2022 avea o populație de 242 de locuitori.